# 竹松哲夫
竹松 哲夫（たけまつ てつお、1921年4月8日 - 2006年1月17日）は日本の農芸化学者。専門は農薬化学。宇都宮大学名誉教授。

## 略歴
長野県上伊那郡富県村（現伊那市）生まれ。旧制上伊那農業学校を経て宇都宮高等農林学校卒業。1942年応召、1946年復員。1947年宇都宮高等農林学校講師、1951年宇都宮大学助手、1964年助教授、1967年教授。1968年宇都宮大学雑草防除研究施設長を併任。1985年東京農工大学連合大学院教授を兼任。
除草剤の土壌中における処理層理論を世界で初めて発表し、除草剤開発の基礎を構築した。またPCP処理法、カヤツリクサ科高度選択除草剤、ウリベスト除草剤などを発明し、イネ科属間選択性DCPAの発見など、雑草防除研究の発展に貢献した。

## 受賞歴
- 日本有機合成化学協会賞（1978年、1983年）
- 大河内記念賞（1984年）
- 日本農学賞（1985年）
- 全米雑草学会栄誉賞（1989年）
- 日本学士院賞（1990年）
- 井上春成賞（1996年）

## 栄典
- 紫綬褒章（1987年）
- 勲三等旭日中綬章（1992年）

## 科学アカデミー会員
- 日本雑草学会 名誉会員
- 日本農薬学会
- 日本植物生理学会
- 日本植物化学調節学会 名誉会員
- 日本芝草学会
- 中華民国雑草学会 名誉会員